# Tracey Morton
Tracey Morton (18 dicembre 1967) è un'ex tennista australiana.
È conosciuta anche come Tracey Morton-Rodgers.

## Carriera
In carriera ha raggiunto una finale di doppio al Wellington Classic WTA 1989, in coppia con l'austriaca Heidi Sprung. Nei tornei del Grande Slam ha ottenuto il suo miglior risultato raggiungendo i quarti di finale di doppio misto all'Open di Francia nel 1991, in coppia con il connazionale David Macpherson.

## Statistiche

### Doppio

#### Finali perse (1)
| Numero | Anno             | Torneo                         | Superficie | Compagna     | Avversarie in finale               | Punteggio |
| 1.     | 12 febbraio 1989 | Wellington Classic, Wellington | Cemento    | Heidi Sprung | Elizabeth Smylie Janine Tremelling | 6-7, 1-6  |